# 亚诺·博特曼
亚诺·博特曼（荷蘭語：Janno Botman，2000年3月8日—），荷兰男子速度滑冰运动员，2024年世界单程距离速度滑冰锦标赛男子短距离团体追逐银牌得主、2025年世界单程距离速度滑冰锦标赛男子短距离团体追逐银牌得主。